# Purpuricenus decorus
Purpuricenus decorus là một loài bọ cánh cứng trong họ Cerambycidae.